# Räkfrossa
Räkfrossa var ett TV-program av och med David Batra och Johan Glans, samt ett antal gästmedverkande.
Programmet spelades in på Gröna Lund-teatern (tidigare Komediteatern) och sändes första gången 2000 och sedan i repris 2001.

## Karaktärer
Bland de medverkande fanns förutom Glans och Batra:
- Stefan, den känslige killen (Thomas Järvheden). Stefan börjar storgråta när saker inte går som han vill, till exempel om OH-apparaten inte funkar, eller om han spillt på sin skjorta
- Tjejen i videobutiken (Kajsa Ingemarsson). Hon jobbar i en videobutik och avslöjar slutet på filmerna som kunderna vill hyra. I sista avsnittet jobbar hon på bio.
- Martin (Jonas Inde) Kompis till Johan som snackar skit om alla bakom deras rygg. Dessutom så spelar han en annan kompis vid namn Jimmy som blir väldigt full när han är ute med kompisarna eller på firmafest.
- Livsstilskonsulten Henrik (Henrik Elmér). En konstig man som vill berätta hur man bör leva sina liv. Anlitades för att han var billig och för att "hålla honom borta från gatorna". Han nämner ofta sin före detta flickvän Gunilla, som han säger att han kommit över men uppenbarligen inte har.
- Thore (Anders Post). En man som programleder "Trädgårdshörnan" och "Antikhörnan" och som använder könsord vilket får teamet att ständig bryta inspelningarna.
- Måns (Måns Möller). En kille som dricker öl ur en öl-hjälm och sörplar högljutt på olämpliga tillfällen (som under ett AA-möte, en predikan och en tyst minut på en arbetsplats).
- Der Eiermann. En man i en äggkostym som kommer in på scen om någon råkar säga ordet Tyskland. Ackompanjerad av låten "Der Eiermann" (sv: "Äggmannen") av Klaus und Klaus kastar han ut godisägg till publiken.

Andra gästskådespelare är Babben Larsson, Arne Weise, Ola Forssmed, Kerstin Bäck och Göran Forsmark.